# Ilithyia buxtoni
Ilithyia buxtoni är en fjärilsart som beskrevs av Rothschild 1921. Ilithyia buxtoni ingår i släktet Ilithyia och familjen mott. Inga underarter finns listade i Catalogue of Life.